# Anonychomyrma murina
Anonychomyrma murina es una especie de hormiga del género Anonychomyrma, familia Formicidae. Fue descrita científicamente por Emery en 1911.
Se distribuye por Papúa Nueva Guinea.

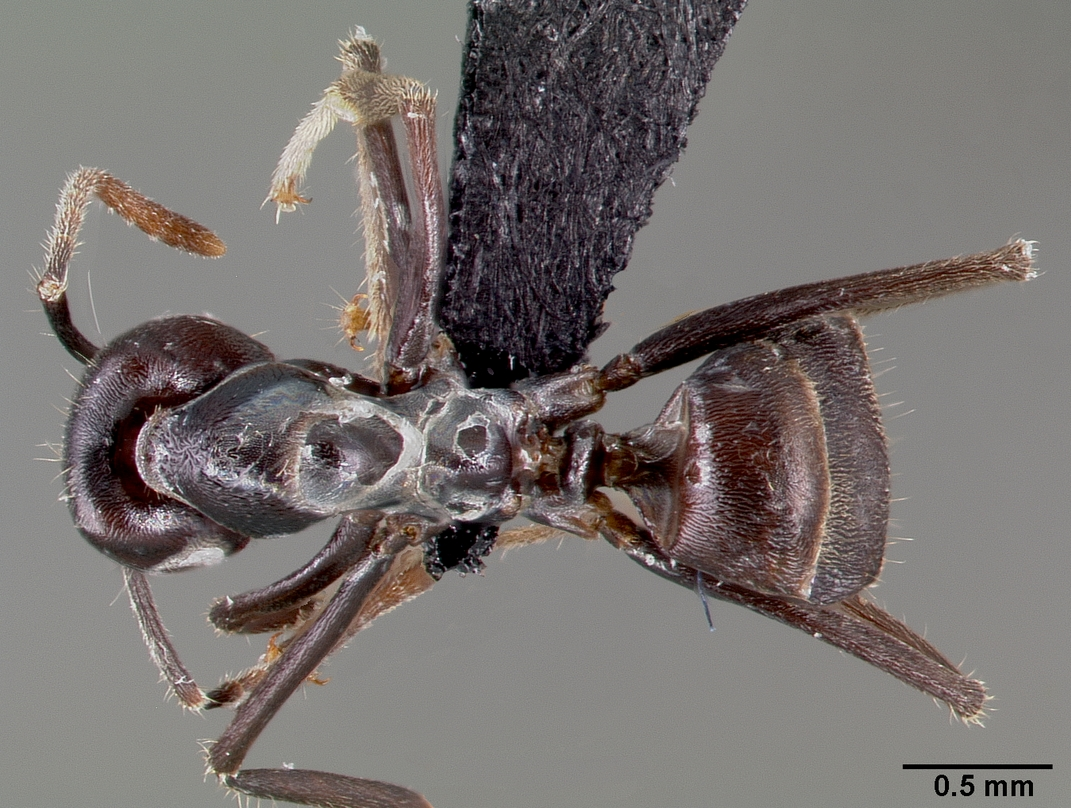
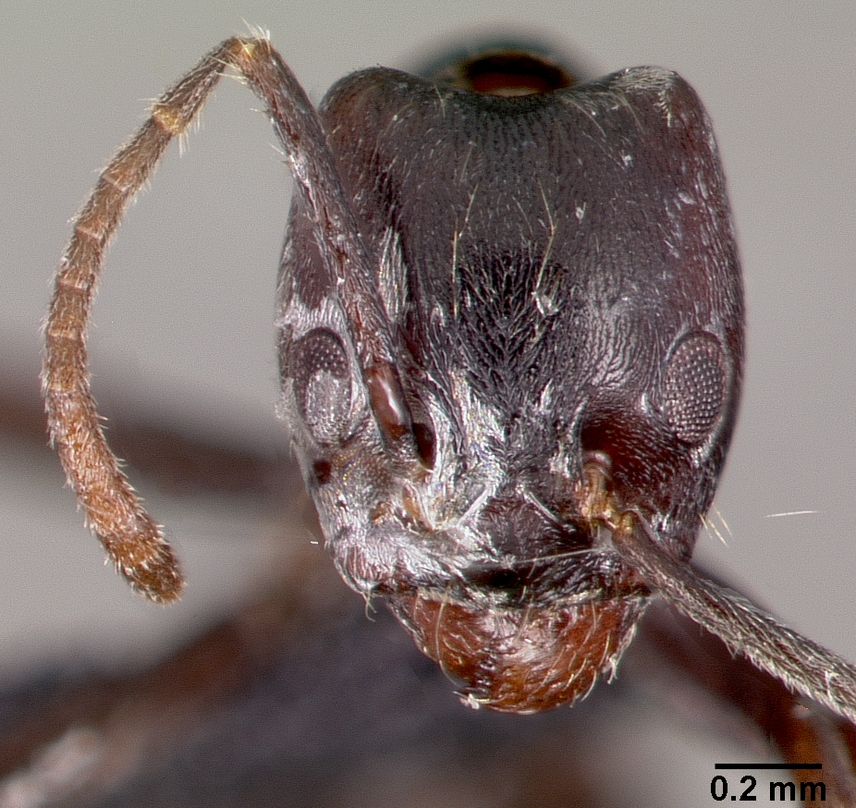